# Winfield (Missouri)
Winfield és una població dels Estats Units a l'estat de Missouri. Segons el cens del 2000 tenia 723 habitants.

## Demografia
Segons el cens del 2000, Winfield tenia 723 habitants, 293 habitatges, i 183 famílies. La densitat de població era de 498,5 habitants per km².
Dels 293 habitatges en un 34,1% hi vivien nens de menys de 18 anys, en un 39,2% hi vivien parelles casades, en un 17,7% dones solteres, i en un 37,5% no eren unitats familiars. En el 30,7% dels habitatges hi vivien persones soles el 10,2% de les quals corresponia a persones de 65 anys o més que vivien soles. El nombre mitjà de persones vivint en cada habitatge era de 2,42 i el nombre mitjà de persones que vivien en cada família era de 3,01.
Per edats la població es repartia de la següent manera: un 28,1% tenia menys de 18 anys, un 11,8% entre 18 i 24, un 29,6% entre 25 i 44, un 17,4% de 45 a 60 i un 13,1% 65 anys o més.
L'edat mediana era de 33 anys. Per cada 100 dones de 18 o més anys hi havia 88,4 homes.
La renda mediana per habitatge era de 36.167 $ i la renda mediana per família de 45.536 $. Els homes tenien una renda mediana de 35.313 $ mentre que les dones 21.071 $. La renda per capita de la població era de 17.740 $. Entorn del 10% de les famílies i el 15,8% de la població estaven per davall del llindar de pobresa.

## Poblacions més properes
El següent diagrama mostra les poblacions més properes.